# Koiné eirene

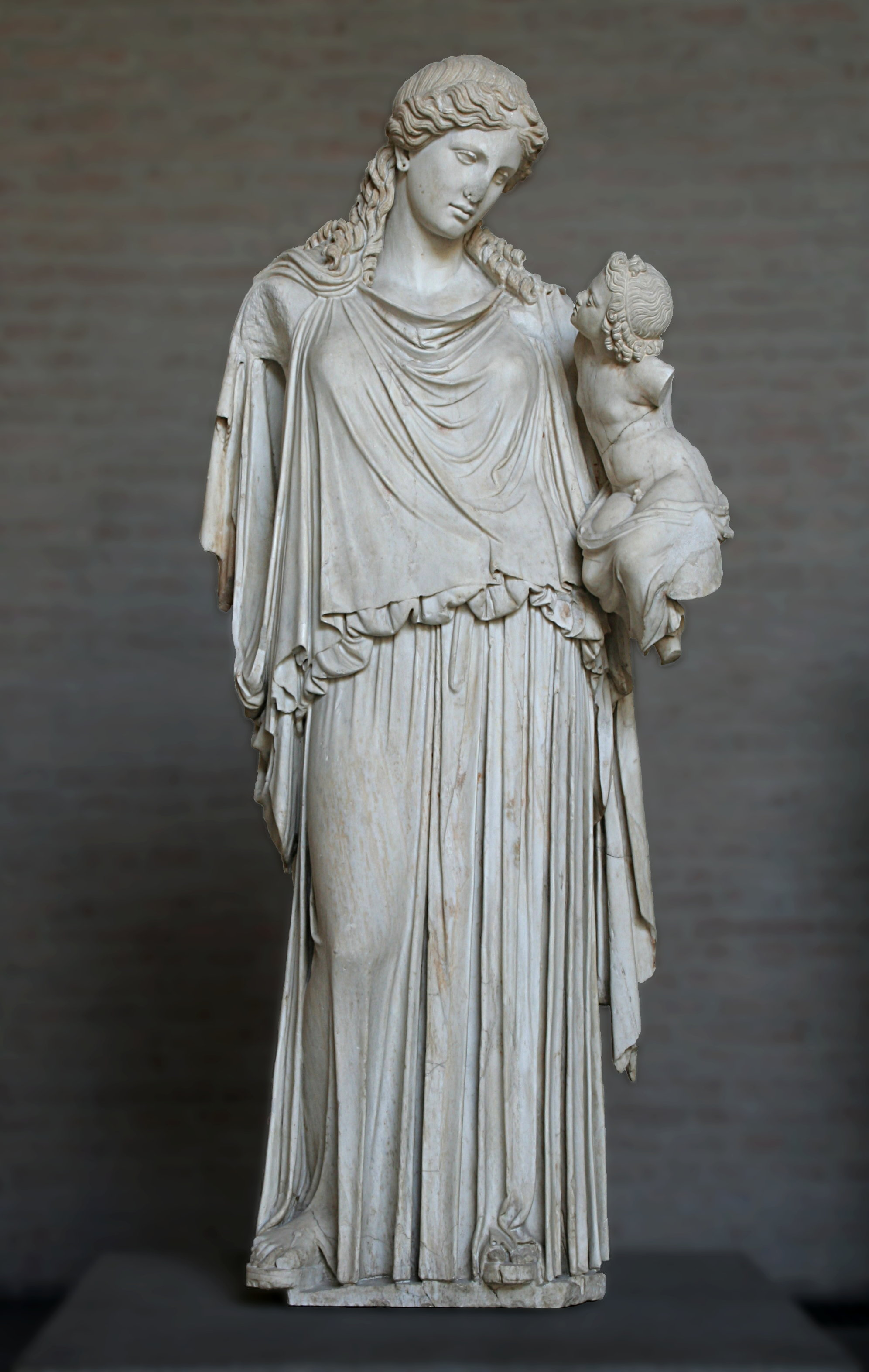
Irene (la Paz) y el pequeño Plutón (la Riqueza): copia romana da Cefisodoto el Viejo (c. 370 a. C.)

Koiné eiréne (en griego antiguo κοινὴ	εἰρήνη) es el nombre que los griegos daban a las «paces comunes», semejantes a las de los tratados de paz internacionales ratificados por todas las polis participantes, por definición todos las ciudades estado de Grecia. 
Estas paces no eran propuestas por los propios griegos, aunque se adhirieran, sino por sus poderoso vecino, el rey persa, conocido como el Gran Rey. Esta no deseaba que los griegos se pelearan demasiado entre sí, por temor a que una polis que le fuera hostil se adueñara del conjunto de la península griega, lo que podría socavar su poder.
Estas modalidades de paces concertadas tiene una cronología muy precisa. Tuvieron lugar en el siglo IV a. C., después de la guerra del Peloponeso, momento en que Esparta dominaba Grecia, la ciudad lacedemonia que había ganado dicha guerra gracias al dinero del Gran Rey. 
Estos tratados de paz permitían así a los persas, indirectamente, controlar lo que estaba pasando en Grecia. 
Como Esparta no había mostrado hostilidad hacia Persia, el Gran Rey continuó concertando varias: paz de 387 a. C., 375 a. C., 372 a. C.; no obstante, la ayuda financiera estaba estrechamente vinculada a las luchas de poder en Grecia. Así, desde que Tebas relevó a Esparta como potencia hegemónica (cf. Hegemonía tebana) en Grecia (371 a. C.), el rey aqueménida se apresuró a financiar a la capital de Beocia (paz común de 366 a. C.), ratificada en la ciudad elamita de Susa.
Con el declive del poder persa y el incremento del de la Grecia unificada por el Reino de Macedonia, las «paces comunes» perdieron su importancia, y carecían ya de sentido, considerando que al soberano le estallaron revueltas por todas partes: rebelión en Asia Menor ente los años 360-350 a. C. y en otras partes del imperio a partir de entonces.
Se terminó pronto el poder persa y su injerencia en Grecia cuando las tendencias se invirtieron, y pronto hubo un monarca macedonio, Alejandro Magno, quien triunfó en Persépolis (conquista del Imperio aqueménida por los ejércitos de Alejandro (333-323 a. C.) 